# Комплекс виробництва пропілену в Їньчуань (SNCG)
Комплекс виробництва пропілену в Їньчуань (SNCG) — ряд пов'язаних об'єктів вуглехімічної промисловості, споруджених в 2010-х роках Shenhua Ningxia Coal Group в Нінся-Хуейському автономному районі Китаю для виробництва другого за масовістю продукту органічної хімії.
На початку XXI-го століття в Китаї стрімко зростав попит на пропілен. Його виробництво традиційно здійснюється майже виключно в межах нафтохімічної або нафтопереробної промисловості з використанням рідких вуглеводнів або зріджених вуглеводневих газів, тоді як Китай є великим імпортером обох названих видів сировини. Такий стан справ викликав серед місцевих промисловців бажання віднайти додаткові джерела продукування олефінів, для чого звернули увагу на існуючі в країні гігантські запаси вугілля. Одним з провідних гравців нової вуглехімічної галузі стала компанія Shenhua Ningxia Coal Group, котра обрала для розміщення відповідних виробництв промислову зону Ніндонг на околиці міста Їньчуань (столиця згаданого вище автономного району).
Комплекс синтезу олефінів з вугілля включає цілий ряд об'єктів, як то (але не тільки):
— газифікації вугілля у синтез-газ (моноксид вуглецю + водень);
— виробництва з синтез-газу метанолу та інших продуктів;
— синтезу з метанолу олефінів;
— полімеризації олефінів.
Спорудження першої черги комплексу почалось у 2008 році. Для цього Siemens постачила п'ять газифікаторів з сукупною проектною здатністю переробки 8 000 тонн вугілля на добу (по 2 000 тонн кожен, проте один з них призначений виконувати функцію резервного), тоді як компанія Lurgi надала технології продукування метанолу в обсязі 1,7 млн тонн та синтезу з нього олефінів — 490 тисяч тонн пропілену та 20 тисяч тонн етилену на рік. Спрямування саме на отримання пропілену (технологія MTP, methanol-to-propylene) була важливою особливістю заводу, який став першим виробництвом такого типу у світі. Отримана на установці незначна кількість етилену призначалась для використання як кополімер під час полімеризації пропілену. Тестові операції провели осінню 2010-го, а наступного року черга офіційно ввійшла в експлуатацію. В її складі для випуску кінцевої продукції також запустили дві лінії поліпропілену потужністю 200 та 300 тисяч тонн на рік. Крім того, одночасно випускався доволі значний об'єм рідкого палива — 4780 барелів на добу. (понад 200 тисяч тонн на рік).
Одразу після запуску першої черги уклали угоди щодо спорудження наступної з такою ж потужністю та все тою ж спрямованістю на випуск пропілену. Процес запуску газифікаторів (в другій черзі з сукупною проектною здатністю переробки 10 600 тонн вугілля на добу їх мало бути 16, в тому числі 2 резервні) стартував у 2014-му, проте станом на початок 2016-го власне виробництво метанолу досягло рівня лише у 0,85 млн тонн на рік. Це змушувало певний час закуповувати сировину для вже запущеної установки синтезу олефінів у третіх осіб, але вже осінню 2016-го стали до ладу потужності з виробництва ще 1 млн тонн метанолу.
Виробництво пропілену є не єдиним проектом Shenhua Ningxia в Їньчуані — у 2016-му тут почав роботу потужний завод по виробництву рідкого палива з вугілля, частина продукції якого використовується установкою парового крекінгу, котра так само виробляє олефіни. Остання продукує понад 1 млн тон етилену та пропілену, що робить майданчик Shenhua Ningxia в Їньчуані найпотужнішим вуглехімічним комплексом в царині продукування олефінів.
Можливо відзначити, що одним з потенційних недоліків технології виробництва продуктів з вугілля є попутнє отримання великої кількості двоокису вуглецю. Як наслідок, у випадку зміни політики китайської влади в бік обмеження таких викидів, подальша діяльність галузі буде сильно ускладнена. Враховуючи це, Shenhua Ningxia розглядає можливість застосування технологій захоплення та захоронення вуглекислого газу. Втім, в умовах активного розвитку нових виробництв ненасичених вуглеводнів на основі дешевого ресурсу зріджених вуглеводневих газів, отриманого внаслідок «сланцевої революції» в США, економіка перетворення вугілля в олефіни і без витрат на захоплення двоокису вуглецю може бути доволі напруженою.